# 스나이퍼 3
《스나이퍼 3》(Sniper 3)은 미국에서 제작된 P.J. 페시 감독의 2004년 액션, 드라마, 스릴러 영화이다. 톰 베린저 등이 주연으로 출연하였고 스콧 에인바인더 등이 제작에 참여하였다.

## 출연

### 주연
- 톰 베린저
- 바이런 만

### 조연
- 존 도먼
- 데니스 아드트
- 트로이 윈버쉬
- 제네타 아네트
- 윌리엄 듀피
- 노판드 부니아이

## 기타
- 원조: 마이클 프로스트 베크너
- 원조: 크래쉬 레일랜드
- 공동제작: 릭 네이단슨
- 미술: 서차타넌 카이 커라디
- 세트: 위툰 수앙야이
- 의상: 보니 스타우치
- 배역: 펀 카셀